# Ridgewood (Queens)
Ridgewood ist ein Stadtteil im Westen des Stadtbezirks (Borough) Queens, New York City. Der Stadtteil liegt an der Grenze zu Brooklyn und ist für seine denkmalgeschützten Wohnsiedlungen des frühen 20. Jahrhunderts bekannt.

## Geographie

### Geographische Lage
Ridgewood liegt im südwestlichen Teil von Queens. Glendale und Middle Village liegen im Osten, Maspeth im Norden.:3 Im Westen grenzt Ridgewood an den Stadtteil Bushwick in Brooklyn.:3 Die Lage macht Ridgewood zu einem Bindeglied zwischen Queens und Brooklyn.
Das Straßenraster ist ungleichmäßig:3 und basiert auf bereits zu Zeiten der Indianer entstandenen Verkehrsachsen wie der Myrtle Avenue, Metropolitan Avenue und Fresh Pond Road.:10 Die von 1900 bis 1920 errichteten Wohnsiedlungen entstanden jeweils als städtebauliche Einheit mit eigenem Straßenraster.:3
Ridgewood nimmt eine Fläche von rund 10,4 Quadratkilometern (4 Quadratmeilen) ein.:3

### Geologie
Ridgewood liegt auf einem niedrigen Höhenzug (englisch ridge für Gebirgskamm), der sich parallel nordwestlich – glazial rückwärtig – der Long-Island-Endmoräne aus der Wisconsin-Eiszeit in Richtung Long Island erstreckt.:3 Die westliche Grenze des Stadtteils liegt auf einer Höhe von 18,3 Metern (60 Fuß), die östliche Grenze auf gut 31 Metern (etwas über 100 Fuß).:3 Östlich geht es in Bereiche des Höhenzugs über, die sich bei der Bebauung der Gegend um das Jahr 1900 herum schlechter als Bauland eigneten. Dort befinden sich Naturschutzgebiete und südlich Parkfriedhöfe wie Cemetery of the Evergreens, Union Field, Mount Carmel und Cypress Hills Cemetery.:3

## Geschichte

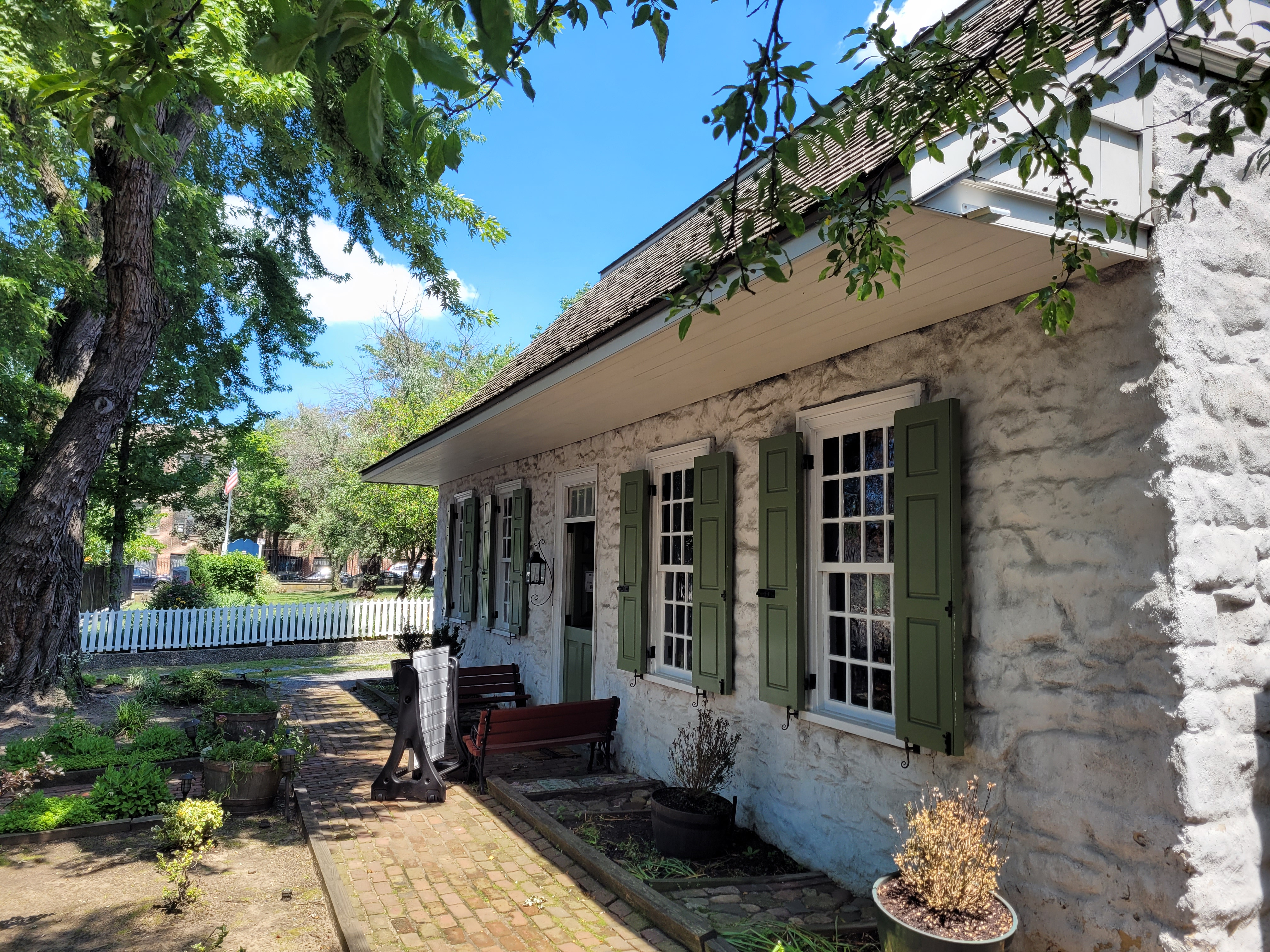
Museum Onderdonk House

Landkarte 1873 zeigt damalige Stadt Newtown. Ridgewood unten links zwischen den Friedhöfen Cypress Hills und Evergreens.

Die ersten bekannten Siedler in Ridgewood waren Angehörige des Lenape-Stammes, insbesondere die Mespachtes.:9 Im 17. Jahrhundert folgten britische und niederländische Siedler, die das Gebiet landwirtschaftlich nutzten. Das älteste erhaltene Gebäude ist das Adrian and Ann Wyckoff Onderdonk House,:9 vermutlich gebaut im Zeitraum 1750–1775,:9 das heute das Heimatmuseum Vander Ende-Onderdonk House ist.
Im 17. und 18. Jahrhundert stand die Ortsbezeichnung Ridgewood für ein größeres, dicht bewaldetes Gebiet entlang der Long-Island-Endmoräne an der Grenze von Queens County und Kings County.:9 Teile des damaligen Siedlungsgebietes von Ridgewood lagen im heutigen Stadtteil Bushwick im Stadtbezirk Brooklyn.:9 Weitere Teile gehörten zur 1897 in Elmhurst umbenannten Town of Newtown, deren historisches Gebiet heute auf mehrere Stadtteile im 1898 gegründeten Stadtbezirk Queens verteilt ist. Während der heutige Stadtteil Elmhurst aus dem zentralen Bereich von Newtown hervorging, liegen früher Ridgewood zugehörige Flächen im Bereich der heutigen Stadtteile Maspeth, Middle Village und Glendale.:9 Der Verlauf der Bezirksgrenze zwischen Brooklyn und Queens wurde in der Gegend 1925 letztmalig angepasst.
Im 19. Jahrhundert war Ridgewood eine offene Agrarlandschaft. Gegen Ende des Jahrhunderts gab es Biergärten, Picknickplätze und Vergnügungsgärten, die seit den Revolutionen 1848/1849 im Bereich Bushwick ansässige deutsche Einwanderer (Forty-Eighters) ansprachen.:3:7,10
Mit der Eingemeindung Newtowns ins neu konstituierte Groß-New York 1898 begann für Ridgewood der Wandel von einem ländlichen Vorort zu einem dicht besiedelten Stadtteil.:10 Durch gute öffentliche Verkehrsanbindung mit Straßen- und Hochbahnen an Manhattan und Brooklyn waren die neuen Vororte Bedford, Stuyvesant Heights, Bushwick und Ridgewood für den Wohnungsbau attraktiv geworden.:3,4 Arbeiter- und aufstrebende Mittelschicht zog aus den unzureichenden Wohnverhältnissen in den damaligen Industriequartieren Lower Manhattan, Downtown Brooklyn und Williamsburg zu. Immobilienfirmen, die das letzte Bauland im benachbarten Bushwick entwickelten, wurden in der von ihnen East Williamsburgh genannten Gegend tätig.:10 Durch die Lage im wenig hügeligen Gebiet nördlich der Long-Island-Endmoräne standen der Entwicklung und Verkehrsanbindung keine natürlichen Hindernisse im Weg.
Besonders der zwischen 1905 und 1915 entstandene Central Ridgewood Historic District mit fast 1.000 denkmalgeschützten Gebäuden vertritt diese Bauphase.

### Verkehrsgeschichte
Die Myrtle Avenue war im 19. Jahrhundert als Kunststraße zwischen den Fähren in Fulton Ferry (Brooklyn) und der Einmündung in die weiter nach Long Island führenden Jamaica Avenue im heutigen Richmond Hill (Queens) ausgebaut. Postkutschen und Fuhrwerke erschlossen ab 1840 die Gegend und transportierten die landwirtschaftlichen Produkte Long Islands Richtung New York.:10
Eine mit Dampfspeicherloks betriebene private Friedhofsbahn von der Kreuzung Wyckoff/Myrtle Avenues zum damaligen Lutheran Cemetery, der seit 1990 All Faiths Cemetery heißt, nahm ihren Betrieb 1881 auf.:10 Die ebenerdige Trasse dieser Lutheran Cemetery Line wurde ab 1904 über eine Rampe angebunden und von Hochbahnzügen aus Brooklyn genutzt, dann im Rahmen der Doppelverträge von 1913 zu einer Hochbahnstrecke nach U-Bahn-Standard ausgebaut und seit 1915 von der New Yorker U-Bahn befahren.:10 Sie bildet den nördlichsten Abschnitt der BMT Myrtle Avenue Line. Am südwestlichen Rand Ridgewoods unter der Wyckoff Avenue verläuft seit 1928 ein Abschnitt der BMT Canarsie Line mit mehreren Stationen, die größtenteils außerhalb des Stadtteils liegen, aber fußläufig erreichbar sind.:29
Eine Eisenbahnstrecke der South Side Railroad verlief ab 1868 durch Jamaica, Glendale und Ridgewood. Westliche Verlängerungen im Bereich des Newtown Creek führten Personenverkehr Richtung Williamsburg und Frachtverkehr nach Hunters Point. Nach Übernahme durch die Long Island Rail Road 1876 wurde die Verbindung nach Williamsburg gekappt und in Hunters Point, damals ein Stadtteil von Long Island City, ein bedeutender Bahnhof am East River eröffnet, um von dort aus Fährverbindungen nach Manhattan herzustellen. Die Pennsylvania Railroad kaufte 1900 die Long Island Rail Road und baute deren Hauptstrecke, die nördlich durch Woodside und Forest Hills verläuft, für die 1910 eröffneten East River Tunnels zur Penn Station aus. Die als Lower Montauk Branch benannte, kurvige Strecke der ehemaligen South Side Railroad am Newtown Creek sank in der Bedeutung und ist seit 1998 ohne Personenverkehr. Eine daran östlich in Glendale gelegene Station mit dem Namen Ridgewood wurde 1883 eröffnet und bereits 1924 geschlossen.

## Demografie
Laut US Census 2010 lebten 69.317 Menschen in Ridgewood. Neuere Schätzungen, etwa von Point2Homes, nennen bis zu 103.865 Einwohner, wobei diese Zahlen teils auf abweichenden Gebietsdefinitionen beruhen.
Knapp die Hälfte der Bevölkerung ist hispanischer Herkunft, gefolgt von Weißen, Asiaten und Afroamerikanern. Das Medianalter liegt bei etwa 36 Jahren, das mittlere Haushaltseinkommen bei rund 89.000 US-Dollar.

## Kultur und Sehenswürdigkeiten

### Bauwerke
Es gibt 10 Historic Districts unterschiedlicher Anerkennungsgrade in Ridgewood, die jeweils aus einzelnen oder mehreren Stadtblöcken bestehen. Sie decken zusammengenommen erhebliche Bereiche von Ridgewood ab und liegen im erweiterten Bereich eines U-förmigen Korridors entlang der Fresh Pond Road, Myrtle Avenue und Cypress Avenue mit den angrenzenden Straßen 60th Lane, 60h Street, Forest Avenue und Woodward Avenue.
Der Central Ridgewood Historic District ist dabei ein nationales Denkmalgebiet mit über 990 Mehrfamilien-Reihenhäusern aus den Jahren 1895 bis 1927. (NHRP-Identifikationsnummer 83001762)
Von 1900 bis 1905 entstanden zwei- bis dreigeschossige Mehrfamilien-Reihenhäuser in Holzrahmenbauweise, ab 1905 infolge neuer Brandschutzvorschriften aus massivem Backstein,:4:19 die heute das Bild von Ridgewood prägen. Drei Typologien von Steingebäuden treten auf: Reihenhäuser mit einer Wohneinheit je Etage, Tenements mit zwei oder drei Wohnungen je Etage, und Häuser mit Geschäftsräumen im Erdgeschoss und einer oder mehreren Wohneinheiten auf jedem der darüberliegenden Geschosse.:4 Für die Baufirma G. X. Mathews des deutschen Einwanderers Gustave Xavier Mathews aus Rodalben:16 entwarf der Architekt Louis Allmendinger als „Mathews Model Flats“ vertriebene Typenbauten, die auf größeren Grundstücken als bei den schmalen Reihenhäusern jener Zeit zweckmäßigere Grundrisse mit eigenem Bad für jede Wohnung boten, und die G. X. Mathews in einem Baukastensystem errichtete.:7
Äußerlich zeigen sich für das frühe 20. Jahrhundert typische historisierende Verzierungen: Neuromanische- und Neorenaissance-Elemente wie gewölbte Fensteröffnungen, Türumrahmungen mit Giebeldach, dekorative Stürze, verzierte Gesimse, Ziegel- oder Steinbänder sowie kunstvolles Schmiedeeisen. Die Gebäude sind aus tragendem Mauerwerk in gesprenkeltem Ziegelstein errichtet, meist im Läuferverband mit schmalen Fugen verlegt. Einzelne Gebäude weisen mehr als einen Ziegelfarbton auf, während bei manchen Häuserzeilen die Farben von Gebäude zu Gebäude wechseln. Einige Reihen zeigen einfache, flache Fassaden, andere weisen ausladende Erkerfassaden mit entweder rechteckigen oder runden Erkerfenstern auf.:4:20 Die Ziegelsteine stammten von der Kreischer Brick Manufacturing Company, die sie in vielfältigen Farben und Formen anbot.:28
Die örtliche Architekturfirma Louis Berger entwarf von 1895 bis 1930 für mehrere Auftraggeber über 5.000 Reihenhäuser und Einzelgebäude wie das der Ridgewood National Bank.:11

Gebäude in Ridgewood
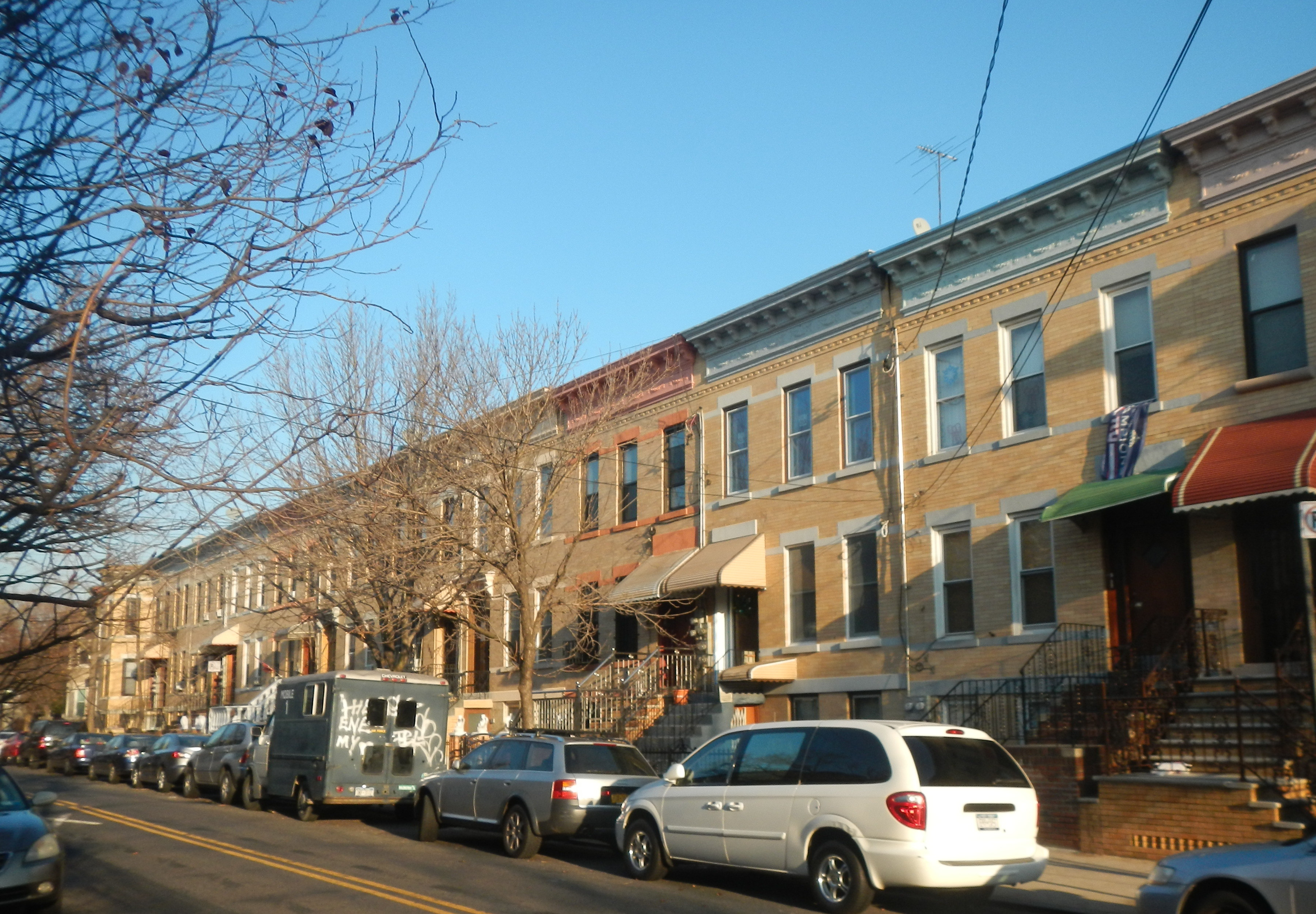
Backstein-Reihenhäuser im Stockholm–DeKalb–Hart Historic District
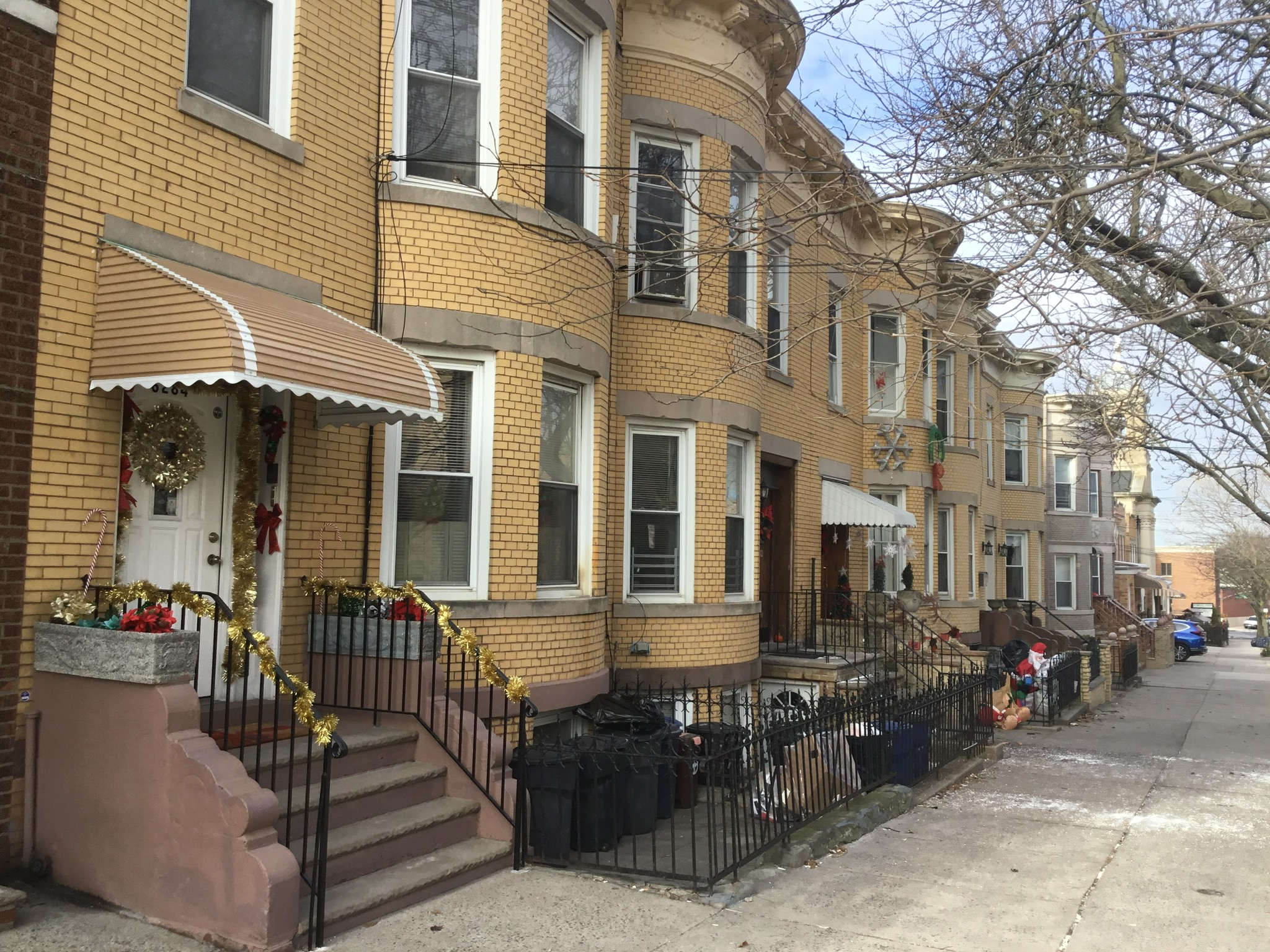
Backstein-Rowhouses
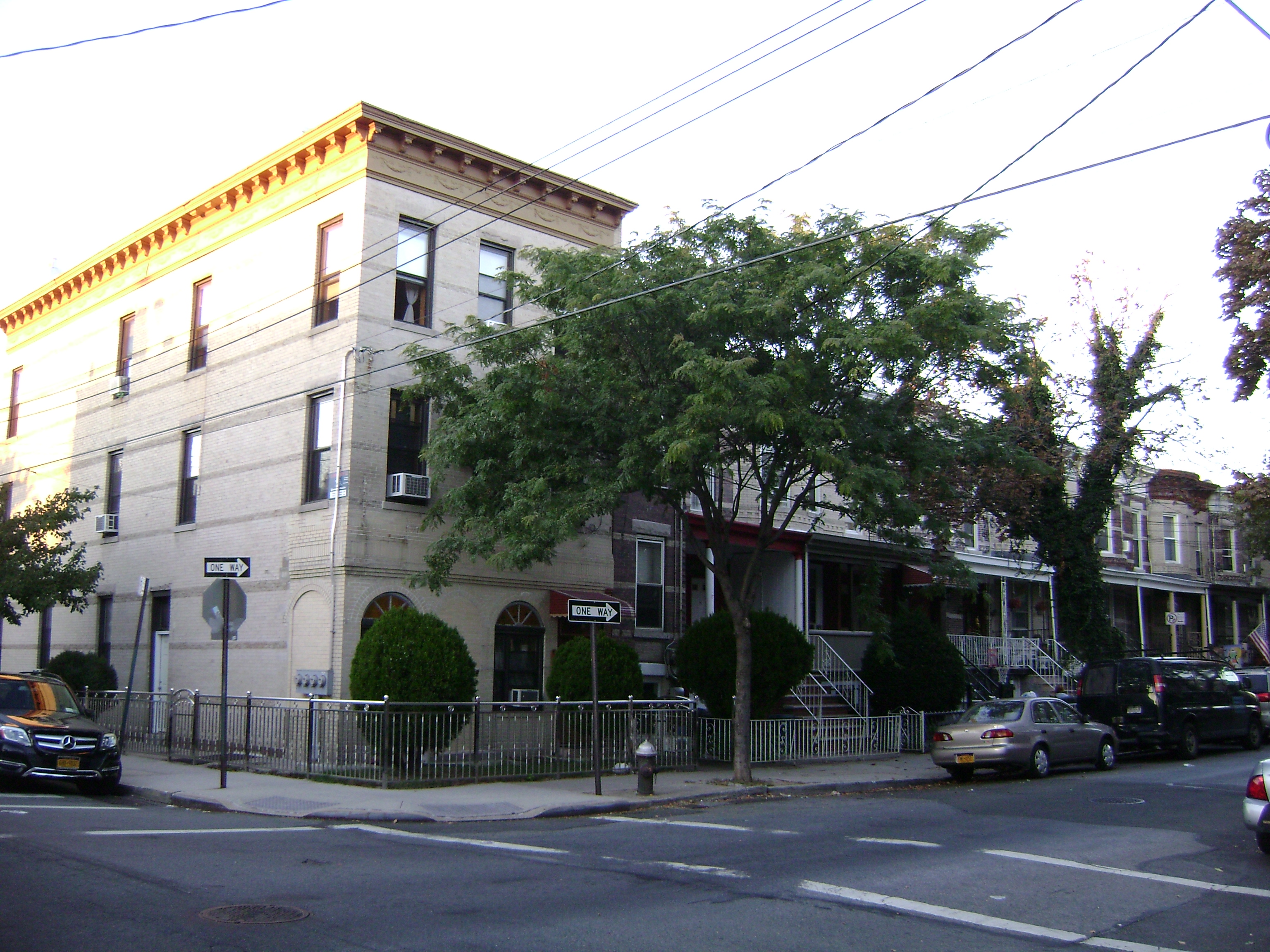
Central Ridgewood Historic District (2013)
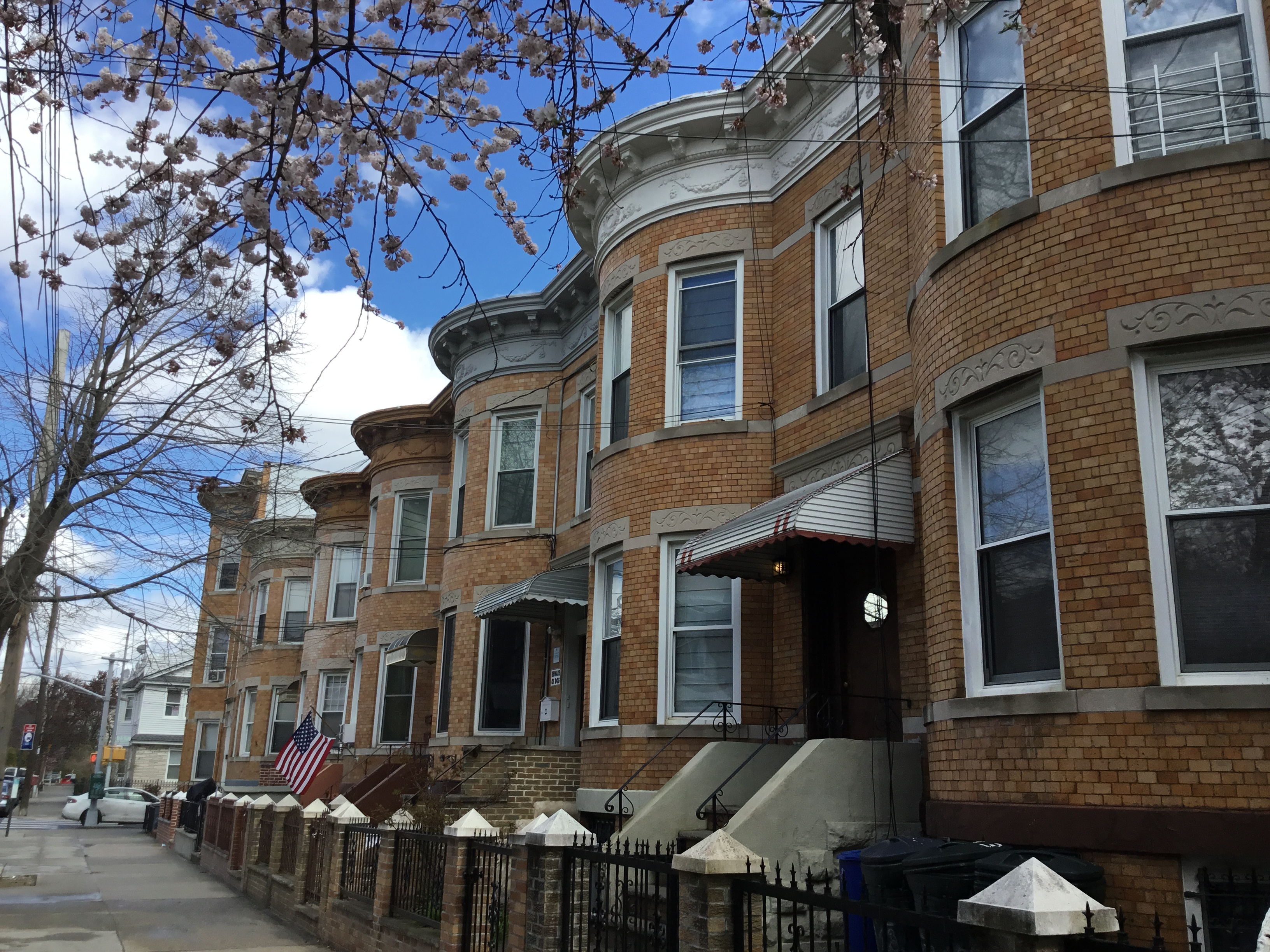
60th Lane
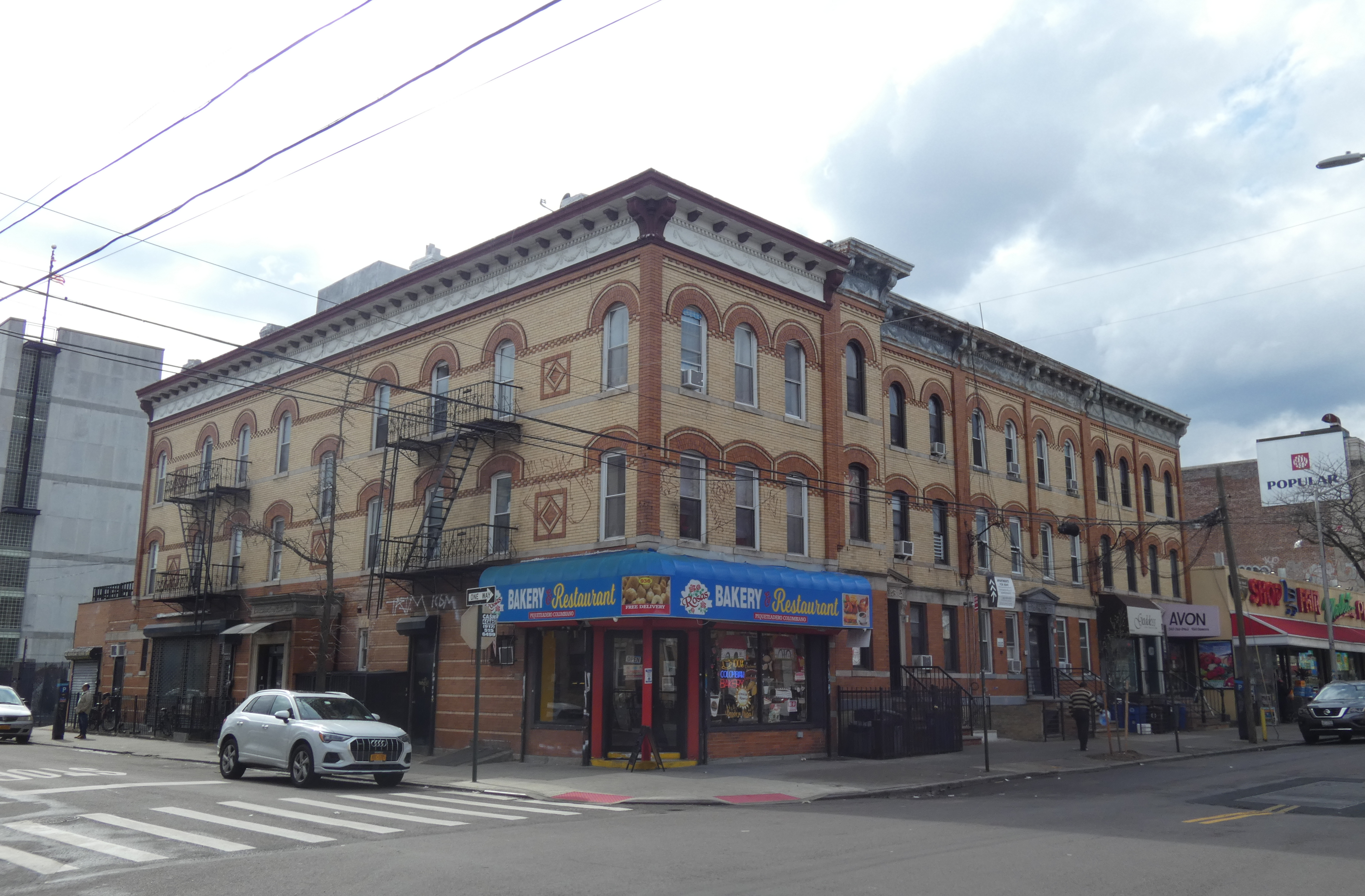
Seneca Avenue East Historic District
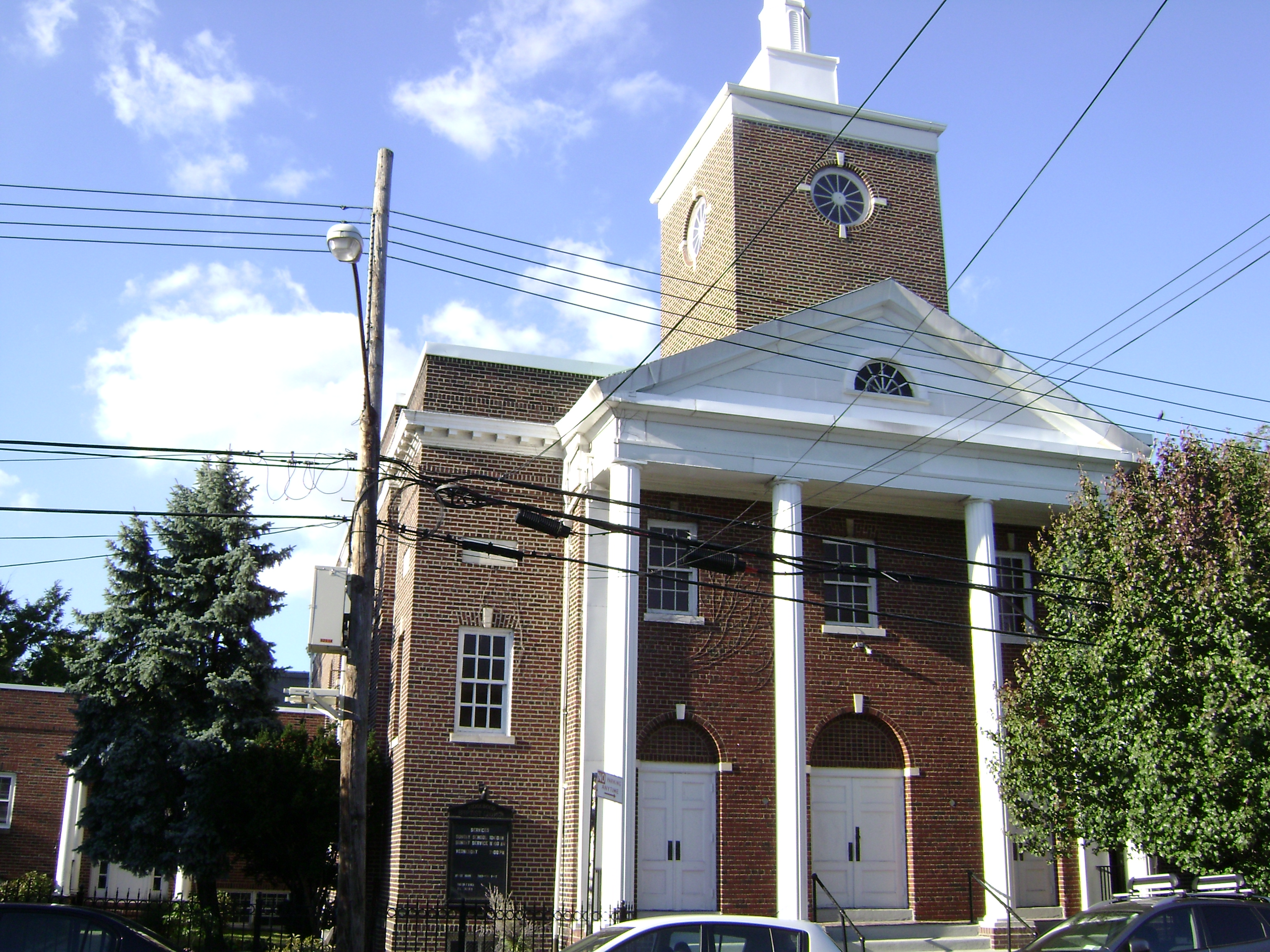
Baptist Church im 68th Avenue–64th Place Historic District
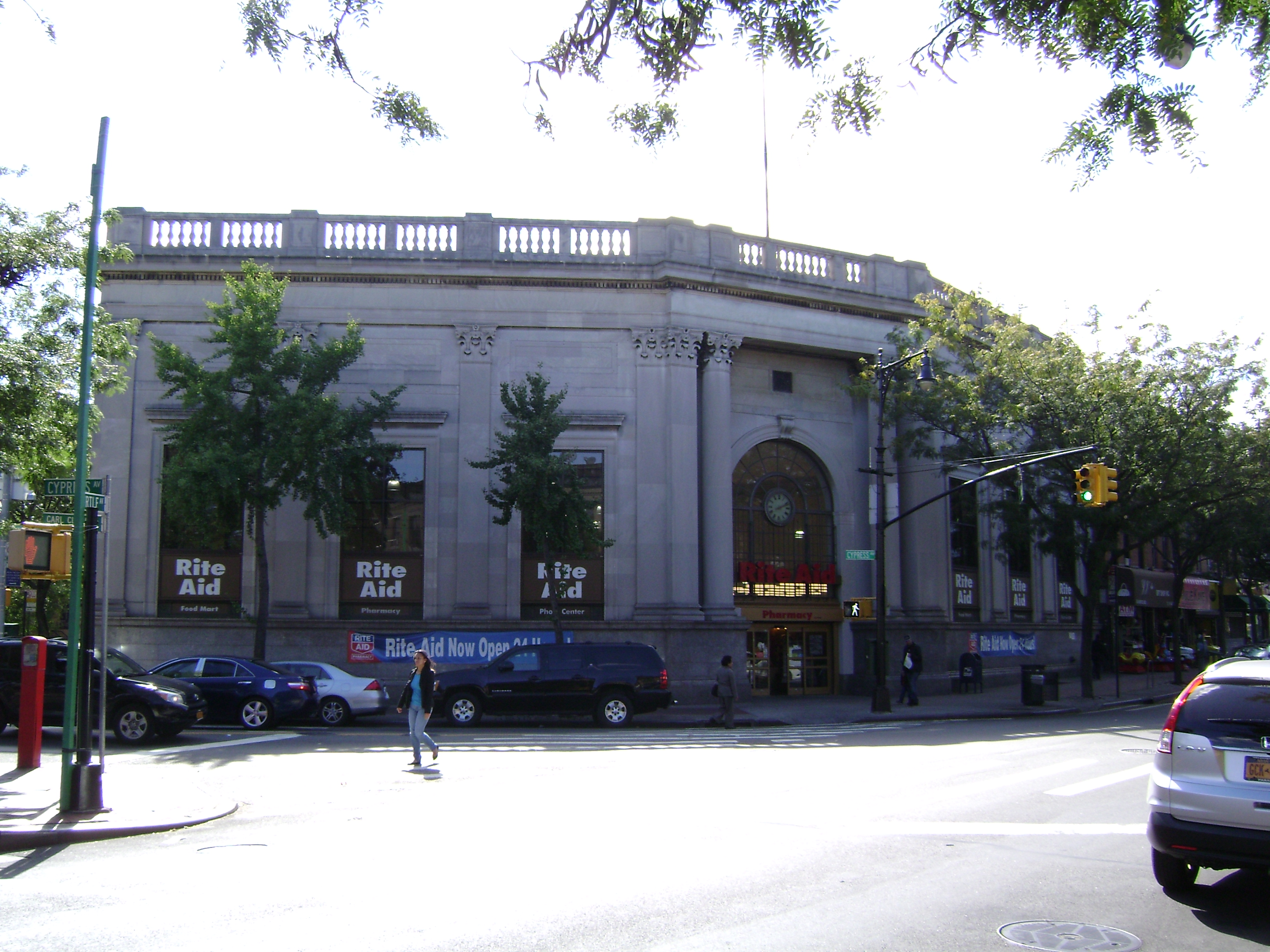
Ehemalige Ridgewood National Bank
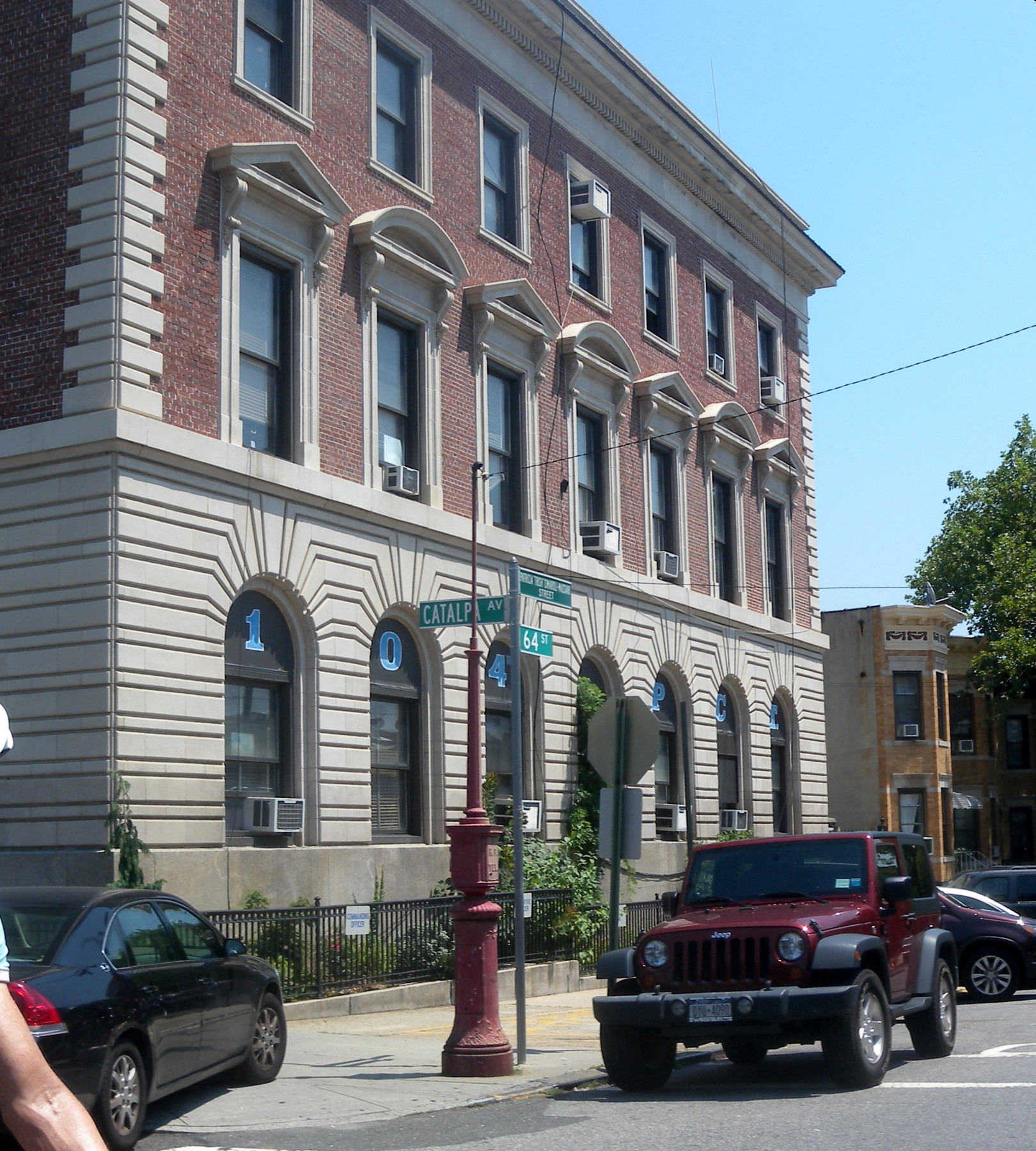
Polizeidienststelle 104. Precinct
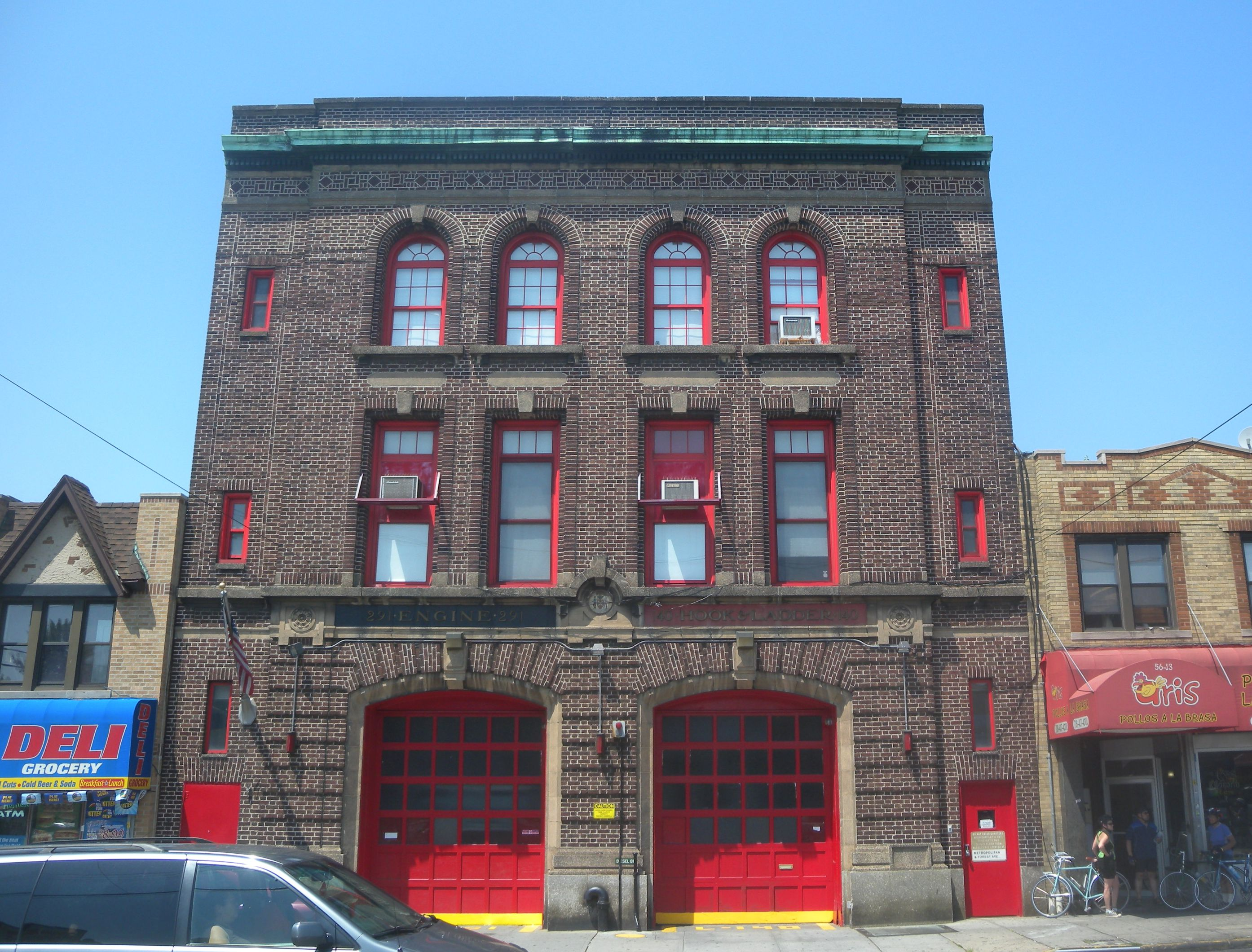
Feuerwache Engine 291, Ladder 140

### Naturdenkmäler

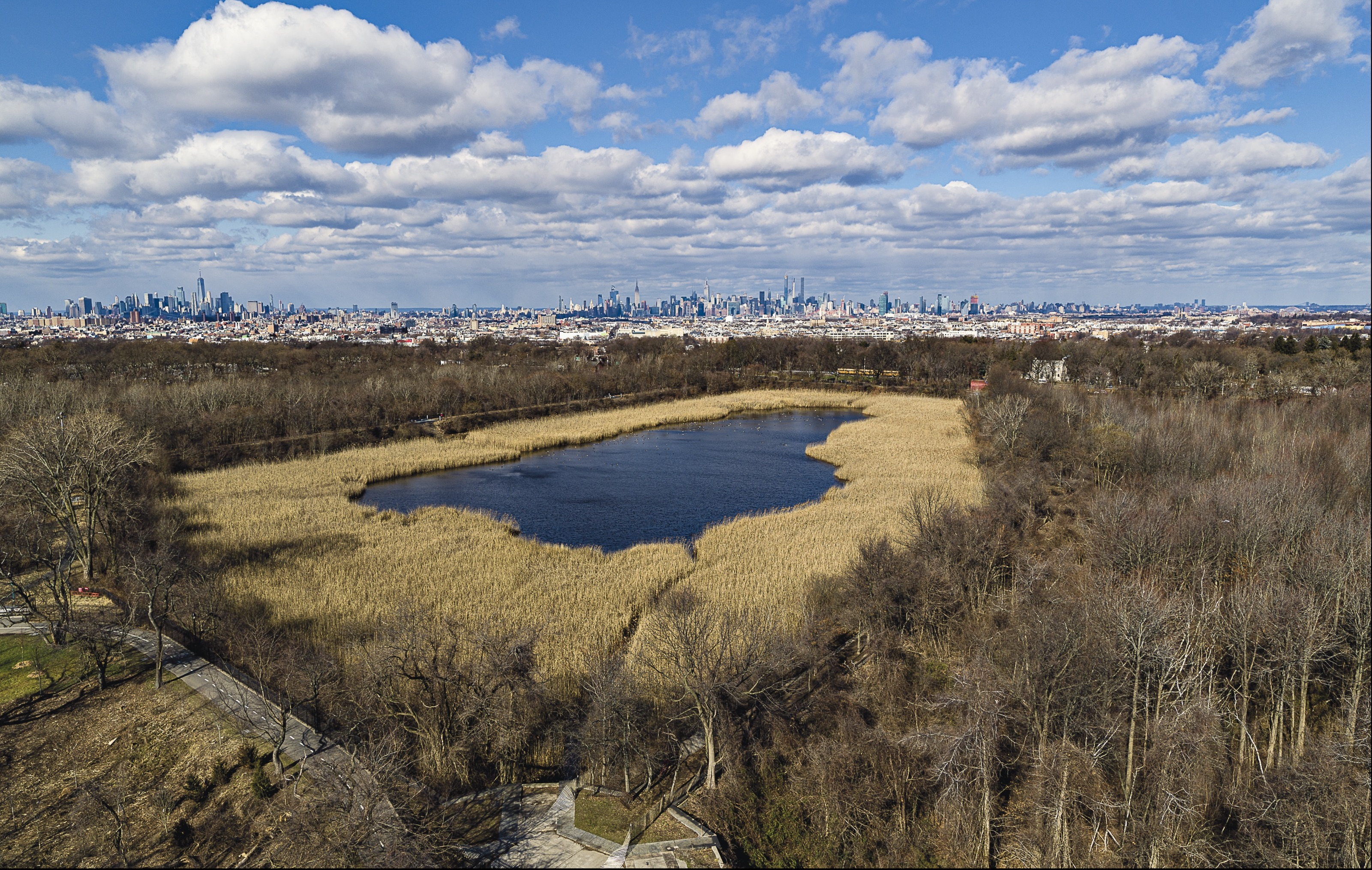
Ridgewood Reservoir mit Skylines von Lower und Midtown Manhattan

Ridgewood Reservoir ist ein ehemaliger Frischwasserspeichersee und heute ein Naturschutzgebiet in den Hügeln oberhalb von Ridgewood.

## Wirtschaft und Infrastruktur

### Verkehr

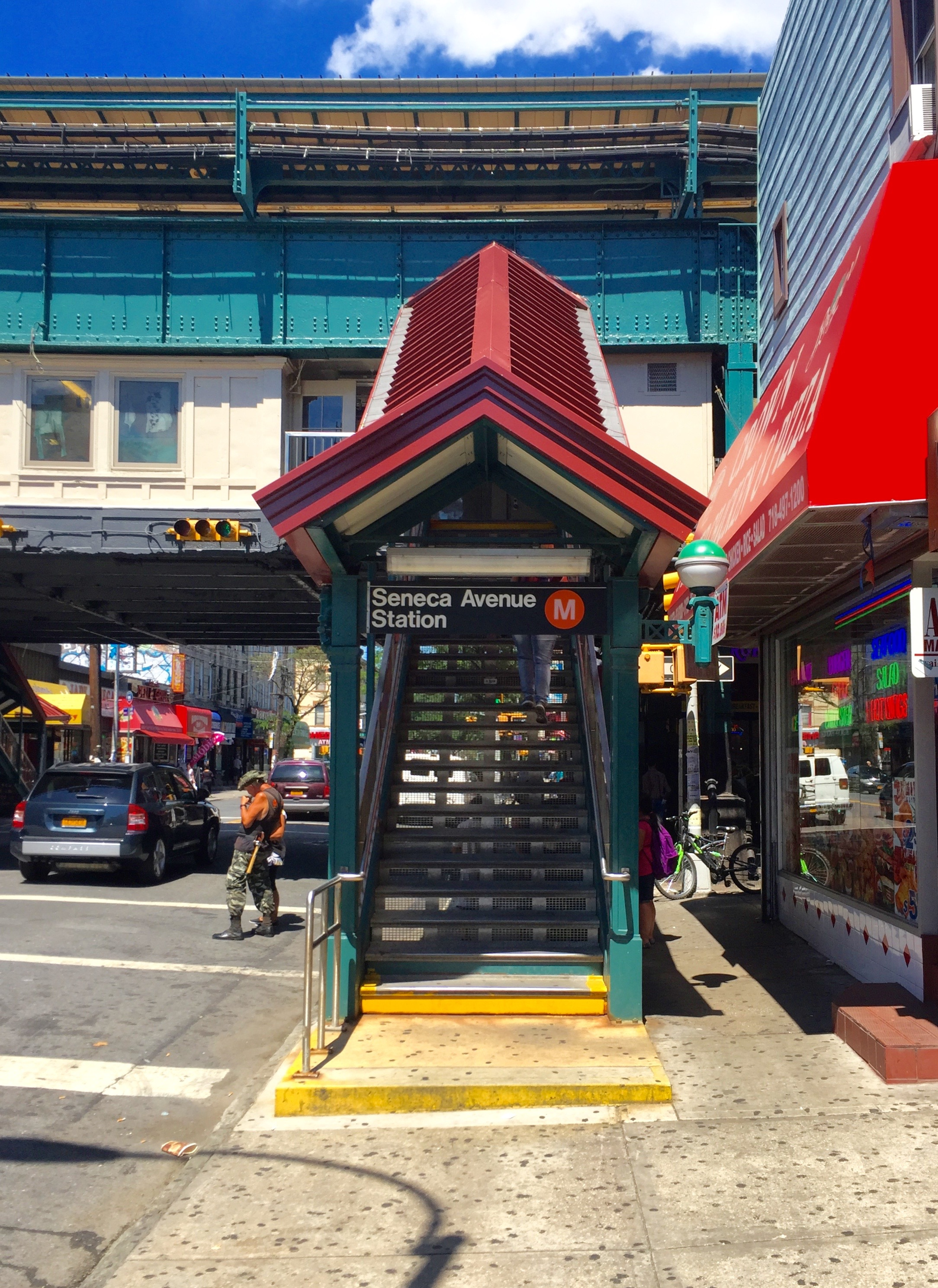
Aufgang zum U-Bahnhof Seneca Avenue in Ridgewood

Durch Ridgewood verläuft die BMT Myrtle Avenue Line, eine Hochbahnstrecke der New York City Subway mit der Linie . Sie hat vier Stationen im Stadtteil, darunter den Stationskomplex Myrtle Avenue–Wyckoff Avenue, der einen Busbahnhof und eine Umsteigemöglichkeit zur BMT Canarsie Line mit der Linie  umfasst. Die BMT Canarsie Line verläuft am südwestlichen Rand des Stadtteils unterirdisch, ein U-Bahnhof hat dort Eingänge in Ridgewood sowie Bushwick.
Mehrere Buslinien der Metropolitan Transportation Authority (MTA) erschließen den Stadtteil. Buslinien aus den Stadtbezirken Brooklyn und Queens haben Endpunkte in Ridgewood, das bedingt durch die Geländeform und Lage bis heute verkehrliches Bindeglied zwischen beiden Stadtbezirken ist.

## Persönlichkeiten
Zu den bekanntesten Söhnen und Töchtern Ridgewoods zählen der Schauspieler Steve Buscemi, der in der Nachbarschaft aufwuchs, sowie der Musiker und Produzent Jerry Only, Mitbegründer der Punkband Misfits.